# Mimadoretus flavomaculatus
Mimadoretus flavomaculatus är en skalbaggsart som beskrevs av Macleay 1887. Mimadoretus flavomaculatus ingår i släktet Mimadoretus och familjen Rutelidae. Inga underarter finns listade i Catalogue of Life.